# Luis Pettengill
Luis Alberto Pettengill Vacca (Asunción, 16 de mayo de 1953) es un ingeniero civil, empresario, político y dirigente deportivo paraguayo. Desde 2023 es senador nacional, por el Partido Colorado. Anteriormente fue presidente del Club Cerro Porteño de 2003 a 2009.

## Primeros años

### Familia
Luis Alberto Pettengill Vacca nació en Asunción el 16 de mayo de 1953, hijo de Virginia Vacca y Juan Hamilton Pettengill Lisboa, quien fue presidente del Club Cerro Porteño de 1982 a 1984. Del lado paterno es de ascendencia irlandesa, mientras que del lado materno es de ascendencia italiana. Tiene dos hermanas, Alba y Blanca.

### Educación
Completó sus estudios primarios y secundarios en el Colegio Goethe de Asunción. Luego, se graduó como ingeniero civil en la Universidad Nacional de Asunción. Posteriormente, amplió su formación académica con un curso de posgrado en Administración de Negocios en la University at Buffalo, en Nueva York, Estados Unidos.[cita requerida]

### Matrimonios e hijos
Actualmente está casado con Alexandra Storm. Anteriormente estuvo casado con Belinda Castillo, con quien tuvo dos hijos y una hija: Luis Alberto, Juan Carlos y Olivia Mercedes. Luis Alberto falleció el 24 de junio de 2021 en el colapso del edificio Surfside de Miami, en el que se encontraba residiendo temporalmente junto a sus tres hijos, su esposa Sophia López Moreira (hermana de la entonces primera dama Silvana López Moreira) y su empleada doméstica Leidy Luna Villalba, quienes también perdieron sus vidas.

## Trayectoria profesional
Después de obtener su título de ingeniero civil, se dedicó a ejercer su profesión en el sector privado, principalmente en la ejecución de obras viales y civiles.

## Trayectoria política

### Elecciones generales de 2023
Miembro del Partido Colorado, Pettengill empezó teniendo afinidad tanto con Mario Abdo como con Horacio Cartes, quienes representan bandos enfrentados del partido. En 2022, surgieron rumores de que buscaría la presidencia, como una tercera opción dentro del partido, siendo así una alternativa a los entonces precandidatos Hugo Velázquez (vicepresidente de Abdo) y Santiago Peña (protegido de Cartes). En abril de ese año, Pettengill dijo que estaría dispuesto a ser un candidato de unidad, como el fin de frenar la polarización dentro del partido, pero aclaró que no presentaría una candidatura. En mayo, Abdo declaró que si Pettengill se postulaba, él sería su jefe de campaña. Sin embargo, en junio, Pettengill descartó definitivamente una candidatura a la presidencia. Días después de dicho comunicado, Pettengill anunció su candidatura al Senado, por el movimiento interno Fuerza Republicana, de Abdo y Velázquez.
En las elecciones generales de 2023, Pettengill fue electo al Senado, con 61 042 votos. Asumió el cargo el 30 de junio de ese año.